# Trémaouézan
Trémaouézan är en kommun i departementet Finistère i regionen Bretagne i västra Frankrike. Kommunen ligger i kantonen Landerneau som tillhör arrondissementet Brest. År 2022 hade Trémaouézan 492 invånare.

## Befolkningsutveckling
Antalet invånare i kommunen Trémaouézan
Referens:INSEE